# Jesús María Casal Montbrum
Jesús María Casal Montbrum fue un político, abogado y profesor venezolano, quien fue diputado del Congreso en 1959-1963, representado al estado Portuguesa por los partidos Acción Democrática (AD) y el Movimiento de Izquierda Revolucionaria (MIR) tras la división de AD. Fue también magistrado de la Corte Suprema de Justicia de Venezuela.

## Biografía
Fue hijo de Jesús María Casal Ramos. Fue electo diputado al Congreso por el partido Acción Democrática, y tras su escisión, fundó el Movimiento de Izquierda Revolucionaria, siendo vicepresidente de la Cámara de Diputados del Congreso a los 24 años. Sancionó la constitución de Venezuela de 1961.
A pesar de su inmunidad parlamentaria, en octubre de 1963 fue arrestado y llevado al cuartel San Carlos, siendo acusado por el gobierno de Rómulo Betancourt de «rebelión militar» y supuestos vínculos con el asalto al Tren del Encanto, aunque sin sentencia, y posteriormente liberado y expulsado a Italia en marzo de 1966, durante el gobierno de Raúl Leoni, radicándose en Roma. Tras volver a Venezuela se dedicó a la docencia.

## Vida personal
Fue padre de Jesús María Casal.